# Parafia Trójcy Świętej w Montignies-sur-Sambre
Parafia Trójcy Świętej – prawosławna, etnicznie rosyjska parafia w Montignies-sur-Sambre, obecnie w Charleroi. 
Początki parafii sięgają lat 20. XX wieku, kiedy w Charleroi uformowała się społeczność prawosławna złożona z białych emigrantów rosyjskich, w tym dawnych oficerów armii gen. Ławra Korniłowa. Rosnąca grupa prawosławnych Rosjan zakupiła użytkowany do dziś budynek dawnego kościoła w Montignies-sur-Sambre, zaadaptowanego na cerkiew. Parafia znajdowała się ówcześnie w jurysdykcji Egzarchatu Zachodnioeuropejskiego Rosyjskiego Kościoła Prawosławnego i razem z jego zwierzchnikiem metropolitą Eulogiuszem (Gieorgijewskim) przeszła pod zwierzchność Patriarchy Konstantynopola, wchodząc tym samym w skład Zachodnioeuropejskiego Egzarchatu Parafii Rosyjskich. W 2003 wspólnota wystąpiła o przywrócenie pierwotnej jurysdykcji i 26 grudnia 2003 została przyjęta przez Święty Synod Rosyjskiego Kościoła Prawosławnego w poczet parafii podległych patriarsze Moskwy. Kolejnym dekretem z 25 marca roku następnego znalazła się wśród parafii eparchii brukselsko-belgijskiej.  